# Nutbush
Nutbush est un village du comté de Haywood  au Tennessee aux États-Unis.

## Historique

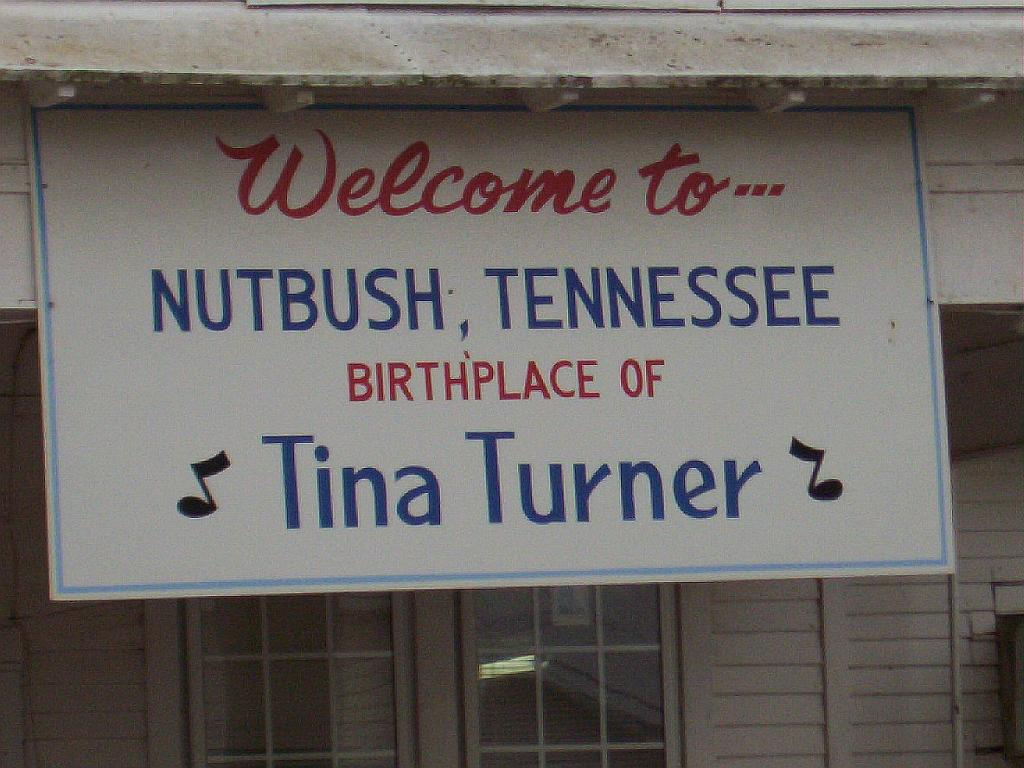

Nutbush est connu pour être le lieu de naissance de Tina Turner, qui a chanté en 1973 Nutbush City Limits.
En 2002, la Tennessee State Route 19 entre Brownsville et Nutbush a été baptisée Tina Turner Highway.